# Maserati Merak
La Merak est une voiture fabriquée par le constructeur italien Maserati entre 1972 et 1983. On doit ses lignes au designer Giorgetto Giugiaro. C'est un coupé 2+2. La Merak a été fabriquée en trois versions, chacune sous le contrôle d'un des trois actionnaires différents de la marque : Citroën, GEPI et De Tomaso.
C'est le choix d'un modèle plus simple et moins cher par rapport à la Bora qui a initié le lancement de cette auto, les deux modèles ayant le même châssis et la même carrosserie.
La désignation est « tipo AM 122 ».

## Merak
La première version est née pendant le contrôle de la marque par Citroën, qui a fait la part belle à l'hydraulique. Le tableau de bord reprenait la plupart des composants de la SM, y compris les compteurs ovales, le volant monobranche, etc. Elle ne sera produite qu'à 630 exemplaires, la fiabilité ayant causé beaucoup de désillusions auprès de la clientèle, dont les réparateurs n'étaient pas formés aux subtilités de l'hydraulique.
Les freins assistés Citroën étaient peut être trop en avance sur les conceptions traditionnelles italiennes d'alors. Elle ne sera restée que deux années au catalogue.
C'est sur la route une auto très homogène et à la tenue de route sûre. Elle est plus légère de 200 kg par rapport à la Bora.

## Merak SS
C'est la deuxième version. Elle a été étudiée sous l'ère Citroen et présentée au salon de Genève en Mars 75. Elle est fiabilisée et sa puissance augmentée (220 ch). Sa commercialisation intervient dans le courant de cette même année, alors que Maserati vient de passer sous la tutelle de GEPI, la société d'état destinée à recueillir les entreprises en difficulté, à la recherche d'un nouvel actionnaire. Elle sera débarrassée du système hydraulique à haute pression de Citroën pour revenir à un système plus traditionnel lors de la prise de contrôle de la firme par De Tomaso. La puissance sera par la suite ramenée à 208 ch pour répondre aux exigences des nouvelles normes de pollution.
C'est toujours l'ingénieur Alfieri qui en a assuré la gestation. Il sera limogé lors de l'arrivée de De Tomaso, étant jugé trop proche de Citroën. Il travaillera ensuite chez Lamborghini.
Le comportement, typé neutre grâce au moteur central arrière, est un peu plus sportif avec 30 ch de plus.

## Merak 2000 GT
La dernière version « allégée » : la Merak 2000 GT a été introduite dès la prise de contrôle par De Tomaso, et ciblait une nouvelle clientèle typiquement italienne sportive, mais un peu moins fortunée que la clientèle traditionnelle. La TVA sur les automobiles en Italie était, à cette époque, très défavorable aux modèles de plus de 2 000 cm3, 38 % au lieu de seulement 19 %. En fait, cette version était une alternative économique à la Maserati Bora équipée d'un moteur de 4,7 ou 4,9 litres de cylindrée. La version 2000 GT est reconnaissable à ses bandes latérales.
La réduction du poids et un moteur certes moins gros mais assez vif lui garde un tempérament relativement sportif.
Et la ligne de Giugiaro typée et intemporelle lui garde tout son charme.
La fabrication de la Maserati Merak s'arrêtera en 1983. Le modèle sera remplacé par les multiples versions de la Maserati Biturbo.
Aujourd'hui, elles sont recherchées en collection de par leur rareté, comme leur grande sœur la Bora.
Il en a été fabriqué 1830 exemplaires.